# For His Superior's Honor
For His Superior's Honor est un film muet américain réalisé par Frank Lloyd et sorti en 1915.

## Fiche technique
- Titre : For His Superior's Honor
- Réalisation : Frank Lloyd
- Scénario : Frank Lloyd
- Production et Distribution : Universal Film Manufacturing Company
- Pays de production :  États-Unis
- Genre : Film dramatique
- Date de sortie :
  - États-Unis : 18 juillet 1915

## Distribution
- Millard K. Wilson : Jim Austin
- Irma Sorter : Ruby Grandon
- Marc Robbins : Colonel Grandon
- Gretchen Lederer : Mrs Grandon
- Lester Calvin : Jack Raymond